# تايرون فيليبس
تايرون فيليبس (بالإنجليزية: Tyrone Phillips)‏ هو لاعب دوري الرغبي فيجي، ولد في 5 يناير 1994 في سيدني في أستراليا.